# 王九逵
王九逵（1934年—），河北薊縣人，是臺灣的一名數學家、世界語者。曾任國立臺灣大學數學系系主任。他的研究方向包括巴拿赫代數、調和分析領域。

## 生平
父親是曾任第一屆監察委員的王宣。

### 求學階段
1954年畢業於臺大數學系。
1955年到1959年以間公費留學生的身份在史丹佛大學攻讀博士學位，並進入榮譽獎學會。指導教授是Karel deLeeuw。1959年取得博士學位，當時僅25歲。大概是台大數學系畢業生最早獲得國外大學博士學位的學生之一。當時造成新聞，有媒體稱之為「天才少年」。

### 任教
1960年回到台灣，任職中央研究院數學所與台大數學系。
後來出國，1965年再度回國，在台大數學系任教。
1966年8月到1967年7月間擔任國立臺灣大學數學系第六任系主任。在臺大期間教過的學生包括黃武雄、楊維哲、李文卿等。
1968年到1982年間任教於美國麻薩諸塞大學。
1981年到1983年間擔任臺大與清華大學客座教授。
1983年任教國立中央大學執教。1999年退休。

### 參與教改
90年代，在台灣教改推動期間，積極參與到數學教育的改革當中。編寫了《集合論與數學教育》等文章主張用集合論等現代數學理論重新整理數學教育。並參與籌組大學教育改革促進會等。

### 參與世界語運動
退休後參與台灣的世界與運動，將華語文學翻譯成世界語。翻譯了許多詩與許地山的《空山靈雨》等書。
曾經投書建議中央研究院使用世界語。

## 發表文章

### 學術論文
- Multipliers of commutative Banach algebras, Ju-Kwei Wang, 1961, 太平洋數學期刊。（博士論文[4][3]）

- On a Theorem of M. Eidelheit Concerning Rings of Continuous Functions, Ju-Kwei Wang, 1961, 美國數學月刊

### 教材
- 富氏分析, 王九逵, 1966, 中央研究院,國立台灣大學,國立清華學合辨五十五年度暑假科學研討會數學組
- 數學分析整合教材, 王九逵, 1998, 國立中央大學數學系

### 關於數學教育
- 集合論與數學教育, 王九逵, 科學月刊, 第三十一卷第三期
- 談補間法, 王九逵, 科學月刊, 第十七卷第十一期